# Shamrock

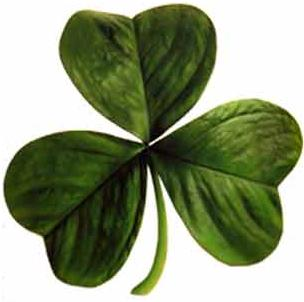
Shamrock (acetosella)

Lo shamrock (in irlandese seamróg, "lett. "giovane trifoglio"", IPA [ˈʃamˠɾˠoːɡ]), o trifoglio irlandese, è un simbolo floreale composto da un ramoscello con tre foglie. È strettamente correlato all'Irlanda e alla sua cultura. Solitamente con lo shamrock ci si riferisce alle specie Trifolium dubium (trifoglio minore) o Trifolium repens (trifoglio bianco), anche se altre piante a tre foglie (Medicago lupulina, Trifolium pratense e Oxalis acetosella) sono a volte chiamate shamrock.
Benché non sia un simbolo ufficiale, lo shamrock è conosciuto in tutto il mondo come il simbolo dell'Irlanda, tanto da essere utilizzato anche fuori dall'isola in qualsiasi contesto dove si richiamino la storia e la cultura irlandesi, soprattutto in ambito sportivo.
La parola è un'anglicizzazione del gaelico seamróg ("giovane trifoglio") e dà il nome anche al genere musicale Shamrock 'n Roll, variante "celtica" del Rock and roll.

## L'uso in Irlanda

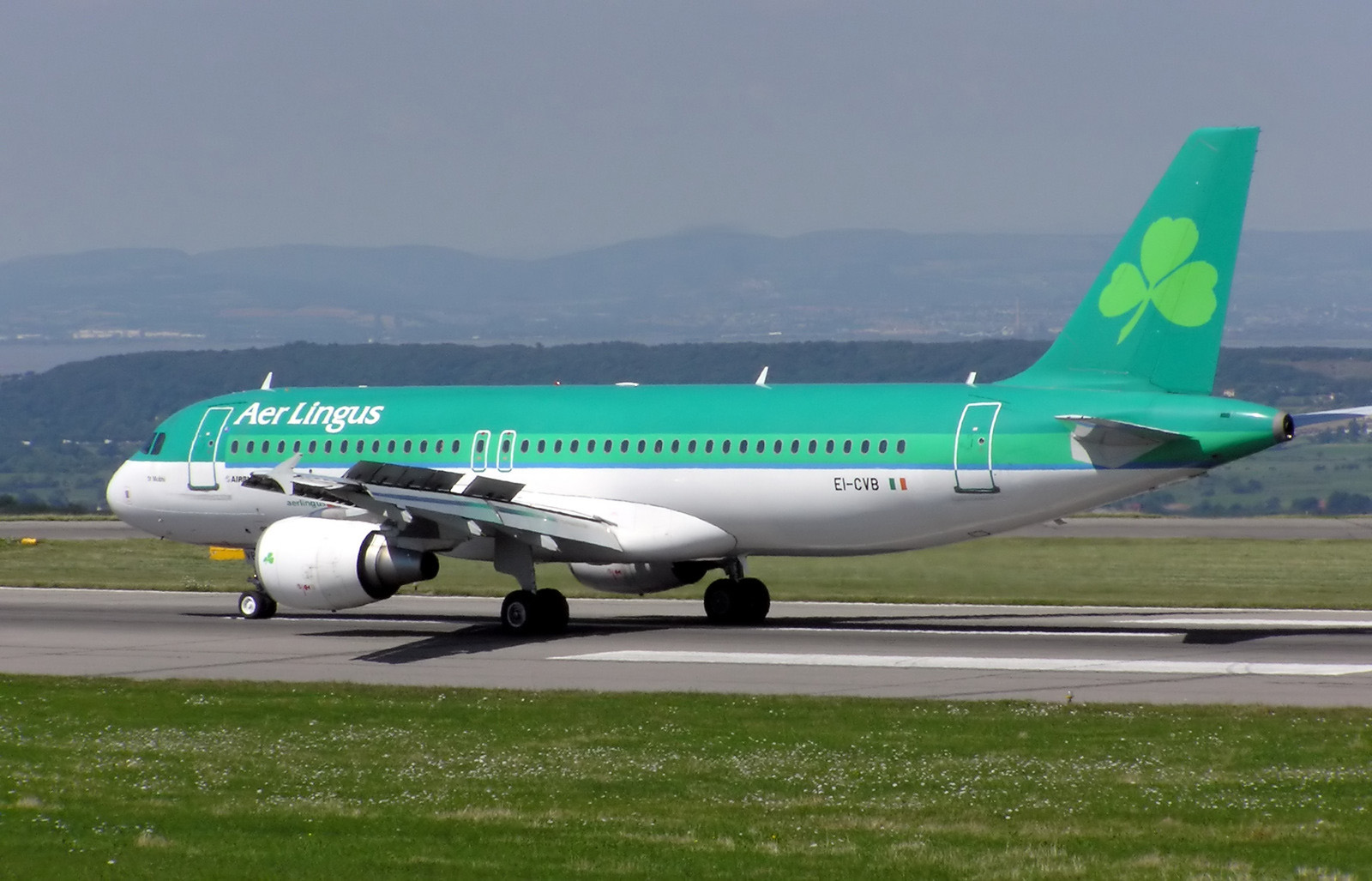
La compagnia di bandiera irlandese Aer Lingus usa come simbolo lo shamrock, ben evidente sui motori sotto l'ala e sulla coda del velivolo

Lo shamrock è anche usato come logo o simbolo di varie squadre sportive, organizzazioni statali, truppe, compagnie e organizzazioni nel territorio dell'isola irlandese. Tra questi degni di menzione sono Aer Lingus, IDA Ireland, l'University College Dublin (che però lo ha recentemente cambiato), la Tourist Board dell'Irlanda del Nord e Fáilte Ireland in ambito turistico. Dall'Organizzazione Mondiale per la Proprietà Intellettuale è stato registrato come un simbolo proprio dell'Irlanda. D'accordo con quanto dice l'Oxford English Dictionary, lo shamrock è una tradizione antichissima, registrata per iscritto già dal 1726: secondo la tradizione la pianta fu, inoltre, usata dapprima da San Patrizio, e poi da San Colombano (evangelizzatore d'Europa), per spiegare agli irlandesi la dottrina della Trinità. Sebbene sia ormai riconosciuto come simbolo dell'isola d'Irlanda, non ha un'adozione ufficiale né in Irlanda del Nord né nella Repubblica d'Irlanda— l'emblema ufficiale di quest'ultima è l'Arpa di Brian Boru.
Lo shamrock figura nei passaporti di Montserrat, che annovera fra i suoi abitanti molti discendenti di immigrati irlandesi. Stessa situazione a Boston, negli Stati Uniti, la quale però non ha mai adottato ufficialmente il simbolo, che viene però utilizzato frequentemente: i Boston Celtics, prestigiosa squadra di pallacanestro, usano come simbolo un leprechaun con vari shamrock sul vestiario.